# Rita Pereira
Rita Andreia Martins Pereira (née le 13 mars 1982 à Cascais) est une actrice, danseuse et animatrice de télévision portugaise.

## Biographie
Diplômée en communication et journalisme de l'Université de Autonome de Lisbonne, Rita Pereira vit jusqu'à l'âge de trois ans dans la banlieue de Lisbonne à Cascais. Alors âgée de trois ans, ses parents quittent le Portugal pour s'installer au Canada dans la ville de Toronto. C'est donc à Toronto que Rita s'initie à la danse pratiquant ainsi la samba, le jazz, le hip-hop, le ragga, les danses latines et orientales.
De retour à Lisbonne à l'âge de 16 ans, Rita continue ses études et commence ainsi à se faire un nom au Portugal. C'est en participant à la série Morangos com Açúcar sur TVI en 2003 que Rita est révélée. Depuis cette date, Rita se voit ainsi confier de nombreux rôles dans différents divertissements portugais devenant ainsi à l'heure actuelle une des personnalités les plus populaires au Portugal.

## Filmographie

### Télévision
| Année     | Titre                                                              | Rôle                       | Notes                   | Chaine |
| --------- | ------------------------------------------------------------------ | -------------------------- | ----------------------- | ------ |
| 2001      | SIC Altamente                                                      | Présentation               | Présentatrice           | SIC    |
| 2002      | Coração Malandro                                                   | Figurante                  | Figurante               | TVI    |
| 2003      | Saber Amar                                                         | Patrícia                   | Rôle Principal          | TVI    |
| 2003      | O Teu Olhar                                                        | ------------               | Rôle Principal          | TVI    |
| 2003      | Queridas Feras                                                     | Vanessa                    | Rôle Principal          | TVI    |
| 2003      | Morangos Com Açúcar I                                              | Collègue de danse de Joana | Participation Spéciale  | TVI    |
| 2004      | Maré Alta                                                          | Passagère                  | Participation Spéciale  | SIC    |
| 2004      | Uma Aventura                                                       | Lucy                       | Rôle Principal          | SIC    |
| 2004-2005 | Morangos com Açúcar II                                             | Soraia Rocha               | Rôle Principal          | TVI    |
| 2005      | Morangos com Açúcar II - Férias de Verão                           | Soraia Rocha               | Rôle Principal          | TVI    |
| 2005-2006 | Dei-te-Quase-Tudo                                                  | Vera Capelo                | Rôle Principal          | TVI    |
| 2006-2007 | Doce Fugitiva                                                      | Maria Estrela              | Protagoniste            | TVI    |
| 2007-2008 | Fascínios                                                          | Kali Basur                 | Participation Spéciale  | TVI    |
| 2008      | Casos da Vida                                                      | Diana                      | Protagoniste            | TVI    |
| 2008-2009 | Feitiço de Amor                                                    | Alice Rodrigues Santos     | Protagoniste            | TVI    |
| 2009-2010 | Meu Amor                                                           | Carmelinda Fontes          | Protagoniste            | TVI    |
| 2011      | Canta Comigo                                                       | Rita Pereira (Elle-même)   | Présentatrice           | TVI    |
| 2011-2012 | Remédio Santo                                                      | Helena Borges              | Protagoniste            | TVI    |
| 2012      | Bairro, Estrela Polar                                              | Isabel                     | Participation Spéciale  | TVI    |
| 2013      | Dança com as Estrelas (version portugaise de Danse avec les stars) | Rita Pereira (Elle-même)   | Célébrités (avec Pedro) | TVI    |
| 2013-2014 | Destinos Cruzados                                                  | Fernanda Moreira           | Protagoniste            | TVI    |
| 2014      | Jardins Proibidos                                                  | Rita Pereira (Elle-même)   | Participation Spéciale  | TVI    |
| 2014      | Secret Story (Portugal)                                            | Rita Pereira (Elle-même)   | Guest star              | TVI    |
| 2015-2016 | A Única Mulher                                                     | Luena da Silva             | Protagoniste            | TVI    |
| 2017-2018 | A Herdeira                                                         | Madalena Alvarenga         | Protagoniste            | TVI    |
| 2022-2023 | Quero e viver                                                      | Maria Rosa Lobo Furtado    | Protagoniste            | TVI    |
| 2023      | Morangos com Açúcar                                                | Soraia Rocha               | Rôle Principal          | TVI    |

### Cinéma
- 2015 - Ronaldo (documentaire)
- 2013 - Sei Lá Joaquim Leitão (long-métrage)
- 2012 - Morangos com Açucar O Filme (long-métrage)
- 2007 - Horizonte, Luís Campos (court-métrage)
- 2003 - Que horas são - Ana Patrícia Quino (court-métrage)
- 2002 - Mariage mixte -  Alexandre Arcady (film)